# Pylaisia chrysea
Pylaisia chrysea là một loài Rêu trong họ Hypnaceae. Loài này được (Schwägr.) Venturi & Bott. miêu tả khoa học đầu tiên năm 1884.